# Michele Besso
Pour les articles homonymes, voir Besso (homonymie).
Michele Besso (1873-1955) est un physicien suisse d'origine juive italienne connu pour avoir été l'ami et le confident d'Albert Einstein lors de ses travaux les plus emblématiques à la base des théories de la relativité restreinte et de la relativité générale. Il est le neveu de Marco Besso, président des Assicurazioni Generali.

## Michele Besso et Albert Einstein
Michele Besso effectua ses études à l'École polytechnique fédérale de Zurich, où il fit la connaissance d'Albert Einstein lors d'un concert. Besso se spécialisa en sciences de l'ingénieur, alors qu'Einstein étudia la physique. En 1904, Besso put obtenir un poste au Bureau des brevets sur recommandation d'Einstein qui y travaillait déjà. À partir de ce moment, Besso et Einstein eurent de longues et nombreuses discussions portant sur des sujets de physique. Sans que la teneur exacte de ses discussions soit connue, il est avéré que Besso joua un rôle important pour Einstein dans l'élaboration de la théorie de la relativité restreinte, qu'il publia en 1905 : de façon remarquable, l'article fondateur de 1905 sur la relativité restreinte ne possède pas de bibliographie se référant à d'autres articles scientifiques, Einstein se contente d'y remercier Michele Besso, pour son « assistance loyale » et de « nombreuses et précieuses suggestions » (many valuable suggestions).
Au-delà de son influence sur la carrière scientifique d'Einstein, Besso lui fut un soutien précieux lors des difficultés conjugales d'Einstein (il se sépara de son épouse Mileva Maric en 1913-1914, le divorce étant prononcé en 1919). En particulier, Einstein et son épouse étaient convenus que Michele Besso et sa femme Anna leur serviraient d'intermédiaire pour régler les détails de leur divorce, et c'est d'ailleurs auprès d'eux qu'il envoya femme et enfants quand il partit occuper un poste à Berlin. Après qu'Einstein se fut séparé de Mileva Maric et que celle-ci eut la garde de leurs enfants Hans Albert et Eduard, ce fut le couple Besso qui s'occupa d'eux quand Mileva était malade. 
Michele Besso est décédé à Genève en 1955, la même année qu'Einstein.

## Le manuscrit d'Einstein-Besso
L'aspect le plus connu de l'influence de Michele Besso sur les travaux d'Einstein est un travail effectué fin 1913-début 1914, alors que la version définitive des équations de la relativité générale n'était pas encore écrite. Einstein savait qu'un des tests les plus probants d'une nouvelle théorie de la gravitation serait l'explication de l'anomalie de l'orbite de la planète Mercure. Celle-ci était soumise au phénomène de précession du périastre, qui voit sa trajectoire décrire non pas une ellipse comme elle le ferait dans le cadre de la théorie de la gravitation universelle, mais une ellipse ne se refermant pas sur elle-même, la trajectoire prise sur de nombreuses orbites évoquant la corolle d'une marguerite. Diverses origines de précession existaient, parmi lesquelles les perturbations causées à l'orbite de Mercure par les autres planètes du système solaire, notamment Vénus et Jupiter. Cependant, une partie de la précession de Mercure restait inexplicable une fois prises en compte ces perturbations. D'autres hypothèses encore conventionnelles, tel un aplatissement du Soleil, ou une planète intra-mercurienne étaient peu convaincantes. Plusieurs théories de la gravitation furent proposées dans les années 1910, et toutes se heurtèrent à la précession inexpliquée du périhélie de Mercure. Einstein s'attaqua à ce problème dès 1913, ce dont témoigne un ensemble de lettres avec Besso. Ces documents offrent un regard rare sur le travail effectué par Einstein. De façon intéressante, ces travaux ne parvinrent pas à expliquer l'anomalie du mouvement de Mercure, et pour cause : la théorie alors utilisée par Einstein différait de la relativité générale et ne décrivait pas de façon cohérente les phénomènes gravitationnels. Cependant, ces travaux furent réutilisés fin 1915 par Einstein, une fois les bonnes équations de la relativité générale trouvées. Il y reprit les techniques mises au point à la suite des échanges avec Besso, ce qui lui permit en un temps très bref de calculer les écarts du mouvement de Mercure par rapport aux prédictions newtoniennes. 
Le 23 novembre 2021, le manuscrit est vendu à Paris par Christie's pour la somme de 11,6 millions d’euros.